# Haris Silajdžić
Haris Silajdžić, bosanski politik, * 1. oktober 1945, Sarajevo, BiH.
Silajdžić se je vključil v bosansko politiko v času prvih demokratičnih volitev leta 1990, ko je nastopil na listi Stranke demokratske akcije (SDA). Zmagovita koalicija nacionalnih strank ga je imenovaka za zunanjega ministra tedanje SR BiH. Leta 1993 je postal predsednik vlade Bosne in Hercegovine, leta 1995 pa član delagacije BiH na mirovni konferenci v Daytonu kjer je sodeloval pri nastajanju in sprejemu Daytonskega sporazuma.
Po končani vojni se je razšel s stranko SDA in ustanovil lastno Stranko za BiH ter postal oster kritik daytonskega sporazuma.